# Richard Powers
Richard Powers (ur. 18 czerwca 1957 w Evanston) – pisarz amerykański, laureat Nagrody Pulitzera w dziedzinie beletrystyki.

## Życiorys
Urodził się w Evenaston, jego ojciec był dyrektorem szkoły, a matka prowadziła dom. Gdy miał 11 lat, rodzina przeniosła się na pięć lat do Bangkoku. Studiował fizykę, retorykę i literaturę na Uniwersytecie Illinois w Urbanie i Champaign, gdzie na koniec uzyskał tytuł Master of Arts w dziedzinie literatury (1979).
Choć z początku pracował jako programista, szybko porzucił zawód dla literatury, debiutując w 1985 roku powieścią Three Farmers on Their Way to a Dance, która zdobyła nominację do nagrody National Book Critics Circle Award. Trzecią powieść, The Gold Bug Variations, łączącą tematy genetyki, muzyki i miłości, tworzył dzięki MacArthur Fellowship, z kolei Gain, opowiadającą historię samotnej matki umierającej na raka jak i stusiedemdziesięcioletnią historię firmy chemicznej, pisał w okresie rezydencji literackiej na macierzystej uczelni. W 2006 roku Powers został wyróżniony nagrodą National Book Award za powieść The Echo Maker opowiadającą o mężczyźnie, który po wypadku samochodowym zapada na  zespół Capgrasa i w rezultacie przestaje rozpoznawać swoją siostrę. W 2019 roku Powers został laureatem Nagrody Pulitzera w dziedzinie beletrystyki za Listowieść.

## Twórczość
- 1985 Three Farmers on Their Way to a Dance
- 1988 Prisoner's Dilemma
- 1991 The Gold Bug Variations
- 1993 Operation Wandering Soul
- 1995 Galatea 2.2
- 1998 Gain
- 2000 Plowing the Dark
- 2003 The Time of Our Singing
- 2006 The Echo Maker
- 2009 Generosity: An Enhancement
- 2014 Orfeo, wyd. pol.: Orfeusz. Urszula Gardner (tłum.). Dom Wydawniczy PWN, 2014. ISBN 978-83-7705-602-8. Brak numerów stron w książce
- 2018 The Overstory, wyd. pol.: Listowieść. Michał Kłobukowski (tłum.). Wydawnictwo WAB, 2021. ISBN 978-83-280-7538-2. Brak numerów stron w książce
- 2021 Bewilderment, wyd. pol.: Zadziwienie. Dorota Konowrocka-Sawa (tłum.). Wydawnictwo WAB, 2023. ISBN 978-83-8318-356-5.[5]
- 2024 Playground